# Secció per a les Relacions amb els Estats
La Secció de Relacions amb els Estats o Segona Secció de la Secretaria d'Estat és l'òrgan dins de la Cúria Pontifícia encarregat de tractar els assumptes que involucren les negociacions amb els governs civils.
Per tant, és anàleg al Ministeri d'Afers Exteriors d'un estat.

## Història
L'origen d'aquest cos es troba en la Congregatio super negotiis ecclesiasticis extraordinariis Regni Galliarum (Congregació dels Afers Eclesiàstics Extraordinaris del Regne de França) que el Papa Pius VI va establir el 28 de maig de 1793 per fer front als problemes derivats de l'Església com a resultat de la Revolució francesa. Després de la caiguda de Napoleó, el Papa Pius VII li va donar competència per a les negociacions amb tots els governs sobre assumptes eclesiàstics i va canviar el nom pel de Congregatio extraordinaria praeposita negotiis ecclesiasticis orbis catholici (Congregació extraordinària a càrrec dels Afers Eclesiàstics del món catòlic). Sota el Papa Lleó XIII, el seu nom va ser escurçat a Congregatio pro negotiis ecclesiasticis extraordinariis (Congregació d'Afers Eclesiàstics Extraordinaris), que es va mantenir fins i tot després que el Papa Pius X el 1909 la va fer part de la Secretaria d'Estat.
Aquesta disposició va ser incorporada al Codi de Dret Canònic de 1917, que va descriure la Secretaria d'Estat com composta de tres seccions, de les quals aquesta congregació va ser el primer:
L'Oficina de la Secretaria d'Estat, presidida pel cardenal secretari d'Estat, es compon de tres seccions, en el següent ordre:
1. La Primera Secció, encapçalada pel secretari de la Congregació d'Afers Eclesiàstics Extraordinaris, s'ocupa dels assumptes que han de ser sotmesos a la mateixa de conformitat amb el cànon 255, deixant altres qüestions a les congregacions específiques en funció de la seva diferent naturalesa;
2. A la Segona Secció, encapçalada pel Substitut [és a dir, Pro-secretari d'Estat), s'ocupa dels assumptes ordinaris;
3. A la Tercera Secció, encapçalada pel Canceller de Breus Apostòlics, s'ocupa de l'enviament dels escrits.
En el seu cànon 255, que el Codi defineix l'àmbit de competència de la congregació com l'erecció o la divisió de les diòcesis i el nomenament de bisbes en què participaven les negociacions amb els governs civils, i altres assumptes que el Papa podria optar per confiar-hi, sobretot els d'algunes vinculades a la llei civil i als acords i concordats de la Santa Seu amb els estats. El cardenal secretari d'Estat era al mateix temps prefecte de la Congregació d'Afers Eclesiàstics extraordinaris amb el secretari equivalent l'actual secretari per a les Relacions amb els Estats.
Amb la constitució apostòlica Regimini Ecclesiae Universae del 15 d'agost de 1967, el Papa Pau VI, seguint les recomanacions del Concili Vaticà II, va reorganitzar la Secretaria d'Estat, la supressió de la Cancelleria dels Breus Apostòlics. Es va establir el que havia estat la primera secció com un cos diferent de la Secretaria d'Estat, encara que estretament relacionats, i el va anomenar Consell per als Assumptes Públics de l'Església. El 28 de juny de 1988 el Papa Joan Pau II va emetre la Constitució Apostòlica Pastor Bonus, pel que aquest mateix cos, sota el nom de "Secció per a les Relacions amb els Estats", la segona de les dues seccions de la Secretaria d'Estat, sent la Primera Secció pels Assumptes Generals.

## Competència actual
Els articles 45-47 de la Pastor Bonus indiquen el tracte amb caps de govern com la tasca especial de la Secció de Relacions amb els Estats. El seu àmbit de competència inclou el foment de les relacions diplomàtiques i d'un altre tipus amb els Estats i altres subjectes de dret internacional públic, com les Nacions Unides i la Unió Europea, que tracta d'assumptes d'interès comú per a ells i per a la Santa Seu per mitjans com ara els concordats i acords similars, respectant les opinions de les conferències episcopals interessades. Representa la Santa Seu en els organismes i conferències internacionals. On s'han realitzat acords amb els governs sobre els nomenaments dels bisbes i la definició de les diòcesis, fa els arranjaments necessaris en consulta amb la congregació que té competència general per a aquest sector al país de què es tracti (en general la Congregació per als Bisbes).

## Composició
Des del principi, aquest cos ha estat posat sota la presidència del cardenal secretari d'Estat. Per sota d'ell, està encapçalat pel Secretari per a les Relacions amb els Estats, que és ajudat per un personal que inclou el subsecretari per a les Relacions amb els Estats.
L'actual secretari per a les Relacions amb els Estats és l'arquebisbe Paul Richard Gallagher, i el subsecretari actual és monsenyor Antoine Camilleri.

## Llista de Secretaris del Consell per als Afers Públics de l'Església I Secretaris per a les Relacions amb els Estats
| Període                                        | Ocupant                | Notes                                                                             |
| ---------------------------------------------- | ---------------------- | --------------------------------------------------------------------------------- |
| 7 de febrer de 1953 – 26 de juny de 1967       | Antonio Samorè         | nomenat prefecte de la Congregació pel Culte Diví i la Disciplina dels Sagraments |
| 15 d'agost de 1967 – 28 d'abril de 1979        | Agostino Casaroli      | nomenat Pro-Secretari d'Estat                                                     |
| 4 de maig de 1979 – 1 de març de 1988          | Achille Silvestrini    | nomenat Prefecte de la Signatura Apostòlica                                       |
| 1 de març de 1986 – 1 de desembre de 1990      | Angelo Sodano          | nomenat Pro-Secretari d'Estat de Sa Santedat                                      |
| 1 de desembre de 1990 – 6 d'octubre de 2003    | Jean-Louis Tauran      | nomenat Arxiver de la Santa Església Romana                                       |
| 7 d'octubre de 2003 – 15 de setembre de 2006   | Giovanni Lajolo        | nomenat President de la Comissió Pontifícia per a l'Estat de la Ciutat del Vaticà |
| 15 de setembre de 2006 – 8 de novembre de 2014 | Dominique Mamberti     | nomenat Prefecte de la Signatura Apostòlica                                       |
| 8 de novembre de 2014- present                 | Paul Richard Gallagher |                                                                                   |

## Sots-secretaris per a les relacions amb els Estats
| Període                                       | Ocupant             | Notes                                                                   |
| --------------------------------------------- | ------------------- | ----------------------------------------------------------------------- |
| 1989 – 1 de desembre de 1990                  | Jean-Louis Tauran   | nomenat Secretari de Relacions amb els Estats                           |
| 1992 – 16 de desembre de 1995                 | Claudio Maria Celli | nomenat Secretari de l'Administració del Patrimoni de la Seu Apostòlica |
| 16 de desembre de 1995 – 30 d'octubre de 2002 | Celestino Migliore  | nomenat Observador permanent de la Santa Seu davant les Nacions Unides  |
| 30 d'octubre de 2002 – 17 d'agost de 2009     | Pietro Parolin      | nomenat nunci a Veneçuela                                               |
| 17 d'agost de 2009 – 22 de febrer de 2013     | Ettore Balestrero   | nomenat nunci a Colòmbia                                                |
| 22 de febrer de 2013 – present                | Antoine Camilleri   |                                                                         |